# Museo del grano
Il Museo del Grano è una struttura museale dedicata unicamente al ciclo di coltivazione di questo cereale su cui si basa la maggior parte dell'economia di Cerignola (FG), dove la struttura ha sede.

## Mostra
Il museo illustra tutte le fasi di lavorazione del grano, dalla bruciatura delle stoppie e aratura con buoi e cavalli, alla macinazione e trasformazione; passando per semina, erpicatura, trebbiatura, setacciatura e conservazione.
Al suo interno è possibile ammirare, tra l'altro, antichi strumenti e oggetti usati un tempo dagli agricoltori del luogo per la mietitura e la lavorazione del grano, tra cui anche delle grosse macine in pietra lavica di epoca romana. Allestito nel 1992 dall'Associazione di Studi Storici "Daunia Sud", attualmente il museo è ospitato all'interno del complesso Ex Opera Pia Monte Fornari di recente ristrutturato.
Il museo è diviso in cinque sale, di queste quattro sono aree espositive, mentre una è adibita a sala riunioni. Gli attrezzi esposti sono suddivisi in base alla fase di lavorazione durante cui erano utilizzati.
Molto importante è l'aspetto informativo che con l'ausilio di diagrammi di flusso, tavole illustrative, proiettori, computer e schermi permette al visitatore una più facile comprensione delle varie fasi di lavori e dei vari attrezzi.

## Sala 1
La Sala 1 è dedicata all'avvocato Michele D'Emilio, fondatore dell'associazione Daunia Sud, ed è composta dalle prime due aree del museo.

### Area 1
In questo spazio sono esposti gli attrezzi utilizzati durante la bruciatura delle stoppie, l'aratura con buoi e cavalli e la frangizollatura.

### Area 2
Questa seconda sezione raccoglie tutti gli strumenti di misurazione del terreno ed anche gli attrezzi per la semina e l'erpicatura.

## Sala 2
La Sala 2 è dedicata a Vittorio Napolitano e al suo interno si trovano le aree inerenti alla mietitura, la carratura e la raccolta della paglia.

## Sala 3
Nella Sala 3 sono esposti gli strumenti usati per la trebbiatura, la setacciatura, la paleggiatura e la pesatura del grano.

## Sala 4
La Sala 4 è divisa in due aree, nella prima si trovano gli attrezzi per il deposito e la conservazione, mentre nella seconda ci sono quelli per la macinazione e trasformazione del grano. Tra gli attrezzi per la macinazione, vi sono anche alcune macine in pietra lavica di epoca tardo-imperiale romana.